# Bogdan Gunia
Bogdan Gunia (ur. 5 stycznia 1957 w Trzebini) – polski piłkarz, prawy obrońca Górnika Zabrze w latach 1980–1986, dwukrotny Mistrz Polski w latach 1985 i 1986, kapitan drużyny w latach 1984–1986. Wychowanek Hutnika Trzebinia, w latach 1976–1980 występował również w ROW Rybnik. W 1986 roku wyjechał do Szwajcarii, gdzie występował w klubie FC Grenchen. Obecnie pracuje tam jako trener.